# Ballybofey
Ballybofey (irisch Bealach Féich) ist eine im County Donegal in der Republik Irland gelegene Stadt.
Ballybofey liegt in einer Schlaufe des River Finn, nahe der nordirischen Grenze, und bildet zusammen mit dem unmittelbar jenseits des Finn liegenden Stranorlar eine Zwillingsstadt (Twin Towns). Ballybofey-Stranorlar hatten bei der Volkszählung 2022 zusammen 5406 Einwohner.
Ballybofey ist die heimliche Sporthauptstadt des County Donegal. Es ist Heimat des Fußballclubs Finn Harps, verfügt darüber hinaus über die zentralen Anlagen der GAA – des Verbandes der irischen Sportarten Hurling und Gaelic Football – für die Grafschaft (die irische Meisterschaft wird von Auswahlmannschaften der einzelnen Countys bestritten).
Etwas außerhalb am Fluss liegen die Ruinen von Drumboe Castle. Das Portal Tomb von Cloghroe liegt nördlich von Ballybofey.